# Okcheon-eup
Okcheon-eup (koreanska: 옥천읍) är en köping i den centrala delen av Sydkorea, 150 km söder om huvudstaden Seoul. Den är centralort i kommunen Okcheon-gun i provinsen Norra Chungcheong.